# Dion Sanderson
Pour les articles homonymes, voir Sanderson.
Dion Sanderson, né le 15 décembre 1999 à Wednesfield en Angleterre, est un footballeur anglais qui évolue au poste de défenseur central à Derby County en prêt de Birmingham City.

## Biographie

### En club
Né à Wednesfield en Angleterre, Dion Sanderson est formé par le Wolverhampton Wanderers. Il joue son premier match en professionnel le 30 octobre 2019, à l'occasion d'une rencontre de coupe de la Ligue anglaise face à Aston Villa. Il est titularisé lors de ce match perdu par son équipe sur le score de deux buts à un,.
Le 31 janvier 2020, Sanderson est prêté à Cardiff City jusqu'à la fin de la saison. Il découvre alors le Championship, la deuxième division anglaise, jouant son premier match pour Cardiff dans cette compétition, le 25 février 2020, contre Nottingham Forrest. Il est titularisé au poste d'arrière droit et son équipe s'incline par un but à zéro.
Dion Sanderson prolonge avec les Wolves jusqu'en 2022 avant d'être prêté à Sunderland AFC le 16 octobre 2020.
Le 19 juillet 2021, après avoir signé un nouveau contrat de quatre ans avec Wolverhampton, Dion Sanderson est prêté à Birmingham City. Il joue son premier match pour Birmingham le 24 août 2021, lors d'un match de coupe de la Ligue anglaise face à Fulham FC. Il est titularisé dans une défense à trois centraux et son équipe s'incline par deux buts à zéro,.
Le 25 janvier 2022, Sanderson est prêté jusqu'à la fin de la saison aux Queens Park Rangers.
Le 5 juillet 2022, Dion Sanderson est de nouveau prêté à Birmingham City.
Le 15 juillet 2023, Dion Sanderson s'engage définitivement avec Birmingham City. Il signe un contrat de quatre ans, soit jusqu'en juin 2027. Début août 2023, Sanderson est nommé capitaine de Birmingham City.
En avril 2024, Sanderson est déchu de son rôle de capitaine de Birmingham City pour des raisons disciplinaires en dehors du club.

## Vie privée
Dion Sanderson est le neveu de l'ancienne athlète spécialiste du lancer de javelot, Tessa Sanderson.